# Mariam Dembélé Kallé
Pour les articles homonymes, voir Dembélé.
Mariam Dembélé Kallé est une femme politique malienne.
Elle est élue députée à l'Assemblée nationale dans le cercle de Kita aux élections législatives maliennes de 2020. L'Assemblée nationale est dissoute le 19 août 2020 après un coup d'État.